# 볼세나
볼세나(이탈리아어: Bolsena)는 이탈리아 라치오주 비테르보도에 위치한 코무네다. 몬테피아스코네로부터 북서쪽 10km, 비테르보로부터 북서쪽 36km 거리에 있다.